# Municipio de Lake Flat
El municipio de Lake Flat (en inglés: Lake Flat Township) es un municipio ubicado en el condado de Pennington en el estado estadounidense de Dakota del Sur. En el año 2010 tenía una población de 35 habitantes y una densidad poblacional de 0,38 personas por km².

## Geografía
El municipio de Lake Flat se encuentra ubicado en las coordenadas 44°2′46″N 102°19′20″O / 44.04611, -102.32222. Según la Oficina del Censo de los Estados Unidos, el municipio tiene una superficie total de 91.46 km², de la cual 90,38 km² corresponden a tierra firme y (1,18 %) 1,08 km² es agua.

## Demografía
Según el censo de 2010, había 35 personas residiendo en el municipio de Lake Flat. La densidad de población era de 0,38 hab./km². De los 35 habitantes, el municipio de Lake Flat estaba compuesto por el 97,14 % blancos, el 2,86 % eran de otras razas. Del total de la población el 2,86 % eran hispanos o latinos de cualquier raza.